# Tratado do Estado Austríaco
O Tratado do Estado Austríaco (alemão: Österreichischer Staatsvertrag) ou o Tratado de Independência da Áustria restabeleceu a Áustria como um estado soberano. Foi assinado em 15 de maio de 1955 em Viena, no Schloss Belvedere entre as potências de ocupação aliadas (França, Reino Unido, Estados Unidos e União Soviética) e o governo austríaco. A vizinha República Popular Federal da Iugoslávia aderiu ao tratado posteriormente. Entrou oficialmente em vigor em 27 de julho de 1955.
Seu título completo é "Tratado para o restabelecimento de uma Áustria independente e democrática, assinado em Viena em 15 de maio de 1955" (em alemão: Staatsvertrag betreffend die Wiederherstellung eines unabhängigen und demokratischen Österreich, unterzeichnet in Wien am 15. Mai).

## Desenvolvimento
Após o Anschluss em 1938, a Áustria foi geralmente reconhecida como parte da Alemanha nazista. Em 1943, no entanto, os Aliados concordaram na Declaração de Moscou que a Áustria seria considerada como a primeira vítima da agressão nazista – sem negar o papel da Áustria nos crimes nazistas – e tratada como um país libertado e independente após a guerra.
No rescaldo imediato da Segunda Guerra Mundial, a ocupação aliada da Áustria começou em 27 de abril de 1945, quando a Áustria sob controle aliado reivindicou a independência da Alemanha como resultado da Ofensiva de Viena. A Áustria foi dividida em quatro zonas e ocupada conjuntamente pelo Reino Unido, União Soviética, Estados Unidos e França. Viena foi igualmente subdividida, mas o distrito central foi administrado coletivamente pelo Conselho de Controle Aliado.
Considerando que a Alemanha foi dividida em Alemanha Oriental e Ocidental em 1949, a Áustria permaneceu sob ocupação conjunta dos Aliados Ocidentais e da União Soviética até 1955; seu status tornou-se um assunto controverso na Guerra Fria. As primeiras tentativas de negociar um tratado foram feitas pelo primeiro governo do pós-guerra. No entanto, eles falharam porque os Aliados queriam ver um tratado de paz com a Alemanha primeiro. Um tratado tornou-se menos provável com o desenvolvimento da Guerra Fria. No entanto, a Áustria manteve com sucesso sua parte da Caríntia contra as exigências de uma ressurgente República Popular Federal da Iugoslávia, embora a questão da potencial reunificação com o Tirol do Sul, anexada pela Itália da Áustria-Hungria em 1919, não tenha sido abordada.
O clima para as negociações melhorou com a morte de Josef Stalin em 1953 e o aquecimento das relações conhecido como o Degelo de Kruschev. As negociações com o ministro das Relações Exteriores soviético, Molotov, garantiram o avanço em fevereiro de 1955. 
Após as promessas austríacas de neutralidade perpétua, a Áustria obteve a independência total em 15 de maio de 1955, e as últimas tropas de ocupação partiram em 25 de outubro daquele ano.

## Pontos importantes do tratado
Além dos regulamentos gerais e do reconhecimento do estado austríaco, os direitos das minorias eslovena e croata também foram expressamente detalhados. Anschluss (união política da Áustria com a Alemanha), como aconteceu em 1938, foi proibido (o reconhecimento alemão da soberania e independência da Áustria e a renúncia da Alemanha às reivindicações territoriais sobre a Áustria foram posteriormente cobertos em termos gerais no Tratado de 1990 sobre o Acordo Final com Respeito à Alemanha sobre as fronteiras existentes, mas não especificamente). Organizações nazistas e fascistas foram proibidas.
A neutralidade austríaca não está realmente no texto original do tratado, mas foi declarada pelo parlamento em 26 de outubro de 1955, depois que as últimas tropas aliadas deixaram a Áustria de acordo com o tratado.

## Resultado
Como resultado do tratado, os Aliados deixaram o território austríaco em 25 de outubro de 1955. O dia 26 de outubro passou a ser comemorado como feriado nacional (chamado de Dia da Bandeira até 1965). Às vezes, pensa-se que comemora a retirada das tropas aliadas, mas na verdade celebra a Declaração de Neutralidade da Áustria, aprovada em 26 de outubro de 1955.